# Lista de Pokémon da geração VI

Logotipo internacional da franquia Pokémon.

Este artigo apenas destaca os assuntos básicos das espécies Pokémon. Para detalhes detalhados do universo, por favor consulte os wikis sobre o assunto.
A sexta geração (Geração VI) da franquia Pokémon adicionados 72  espécies fictícias introduzidos em 2013 no jogo da Nintendo 3DS, Pokémon X e Y. Alguns Pokémon desta geração foram introduzidos em adaptações animadas da franquia antes de X e Y. Esta geração apresentou a maior revisão gráfica da série: uma mudança de sprites dois-dimensionais para polígonos três-dimensionais. Um novo tipo (Fada) foi introduzido pela primeira vez desde Gold e Silver em 1999, elevando o total para 18. Maior ênfase foi colocada em tornar as espécies de Pokémon mais únicas e sintonizadas com a cultura e a fauna da Europa, ou seja, a França.
Todos os Pokémon foram criados por uma equipe de aproximadamente 20 artistas, liderado por Ken Sugimori e Hironobu Yoshida. Pela primeira vez na franquia, as gerações de Pokémon Lendários—especificam Xerneas e Yveltal—não foram projetados apenas por Sugimori; ele pediu a ajuda de Atsuko Nishida para avançar seus projetos.
A lista a seguir detalha os 72 Pokémon da Geração VI em order ordem de sua numeração Pokédex Nacional. O primeiro Pokémon, Chespin numerado de 650 e o último, Volcanion numerado de 721.

## Design e desenvolvimento
Desenvolvido de Pokémon X e Y começou em 2010 e os jogos foram lançados em todo o mundo em 12 de outubro de 2013. Diretor Junichi Masuda revelou que os três principais temas de Pokémon X e Y se beleza, vínculos e evolução. A beleza era o foco principal e Masuda considerava a França um excelente exemplo disso; ele trouxe uma equipe para o país para estudar em 2011 Com os jogos ocorrendo em uma região baseada na França (chamada Kalos), a inspiração do design surgiu mais da cultura européia. O trio lendário de Xerneas, Yveltal e Zygarde têm suas raízes na mitologia nórdica, por exemplo. Mais foco do que o habitual foi colocado em dar aos novos Pokémon elementos únicos para esta geração.
Uma grande mudança de design da franquia foi a mudança de sprites dois-dimensionais para polígono três-dimensionais. Isso exigia uma equipe de desenvolvimento maior que os jogos anteriores, com mais de 500 pessoas envolvidas no desenvolvimento dos jogos, incluindo equipes de localização. Ênfase foi dada à manutenção do estilo icônico do diretor de arte Pokémon Ken Sugimori, que desenha Pokémon e criava a arte oficial da franquia desde Red e Green em 1996. Um novo tipo também foi adicionado ao jogo pela primeira vez desde Gold e Silver em 1999: tipo Fada. Este tipo foi introduzido para equilibrar os tipos Dragão, Lutador, Veneno e Aço. Dragão anteriormente era apenas fraco contra si mesmo e contra Gelo e apenas resistia contra Aço. Lutador anteriormente era super eficaz contra cinco tipos diferentes (Normal, Gelo, Rocha, Escuro e Aço) e apenas fraco contra os tipos Voador e Psíquico. O Veneno era anteriormente apenas super eficaz contra Grama, resistia contra si mesmo, dos tipos Rocha, Solo e Fantasma e ineficaz contra Aço. O Aço anteriormente era supereficiente somente contra os tipos Gelo e Rocha, e resistia contra si mesmo, dos tipos Fogo, Água e Elétrico. Além disso, Fantasma e Escuro agora são neutros contra Aço, melhorando a utilidade ofensiva de ambos os tipos. Vários Pokémon de gerações anteriores, como Jigglypuff, Gardevoir e Marill, receberam retroativamente o novo tipo enquanto 13 novos Pokémon, mais notavelmente Sylveon, vestiu o tipo. Uma nova mecânica chamado Mega Evolução—uma forma temporária muda a forma para evolução normal—também foi adicionado para batalhas mais dinâmicas e surgiu dos conceitos de vínculos e evolução. Mega Evoluções de "projetos refinados para um novo extremo", segundo Yoshida, e exigiram um esforço considerável. Eles foram feitos temporariamente para manter o equilíbrio nas batalhas e somente são possíveis quando um Pokémon está segurando sua respectiva Mega Pedra para impedir que os jogadores lhes dêem um item de espera vantajoso diferente. O único Pokémon da Geração VI capaz de Mega Evolução é Diancie. Uma variante do Mega Evolução chamada "Reversão Primitiva" foi introduzida em Omega Ruby e Alpha Sapphire; esse mecânico é exclusivo do lendário Pokémon Groudon e Kyogre.
O título X e Y, representando o eixo x e eixo y—também refletindo diferentes formas de pensar—foram escolhidos no início do desenvolvimento. A simplicidade dos nomes também estava relacionada ao lançamento simultâneo mundial dos jogos. Além disso, os designers procuraram tornar os nomes dos Pokémon iguais em todos os países sempre que possível. Masuda expressou que esse esforço se mostrou excepcionalmente difícil, pois os nomes devem parecer adequados à aparência física e não infringir nenhum direito. O pedido de Masuda, as formas "X" e "Y" foram usadas como estrutura para os Pokémon lendários da arte em caixas: Xerneas e Yveltal. Normalmente, Sugimori cria o Pokémon lendário sozinho; no entanto, ele precisou da assistência do designer Atsuko Nishida para criar Xerneas e Yveltal. A finalização de seus projetos levou cerca de 18 meses, 3 vezes mais que o normal. O artista de mangá Hitoshi Ariga foi solicitado a ajudar na criação de Pokémon para X e Y; Ariga finalmente projetou dez espécies para os jogos. Especula-se pelos fãs que os designers para o Chespin, Fennekin e Froakie linhas evolutivas derivam de típico classes de personagens de RPG, como aqueles em Final Fantasy. Chespin representa as classes de cavaleiro, paladino e lutador; Fennekin representa as classes de bruxas, magos e mágicos; e Froakie representa as classes de ladrões e ladinos.

## Lista de Pokémon
| Nome em inglês | Nome em japonês | Número do Pokédex Nacional | Tipo     | Tipo       | Evoluem em         |
| Nome em inglês | Nome em japonês | Número do Pokédex Nacional | Primário | Secundário | Evoluem em         |
| -------------- | --------------- | -------------------------- | -------- | ---------- | ------------------ |
| Chespin        | Harimaron       | 650                        | Planta   | Planta     | Quilladin (#651)   |
| Quilladin      | Hariborg        | 651                        | Planta   | Planta     | Chesnaught (#652)  |
| Chesnaught     | Brigarron       | 652                        | Planta   | Lutador    | Não evoluem        |
| Fennekin       | Fokko           | 653                        | Fogo     | Fogo       | Braixen (#654)     |
| Braixen        | Tairenar        | 654                        | Fogo     | Fogo       | Delphox (#655)     |
| Delphox        | Mahoxy          | 655                        | Fogo     | Psíquico   | Não evoluem        |
| Froakie        | Keromatsu       | 656                        | Água     | Água       | Frogadier (#657)   |
| Frogadier      | Gekogashira     | 657                        | Água     | Água       | Greninja (#658)    |
| Greninja       | Gekkouga        | 658                        | Água     | Noturno    | Não evoluem        |
| Bunnelby       | Horubee         | 659                        | Normal   | Normal     | Diggersby (#660)   |
| Diggersby      | Horudo          | 660                        | Normal   | Terrestre  | Não evoluem        |
| Fletchling     | Yayakoma        | 661                        | Normal   | Voador     | Fletchinder (#662) |
| Fletchinder    | Hinoyakoma      | 662                        | Fogo     | Voador     | Talonflame (#663)  |
| Talonflame     | Fiarrow         | 663                        | Fogo     | Voador     | Não evoluem        |
| Scatterbug     | Kofukimushi     | 664                        | Inseto   | Inseto     | Spewpa (#665)      |
| Spewpa         | Kofuurai        | 665                        | Inseto   | Inseto     | Vivillon (#666)    |
| Vivillon       | Viviyon         | 666                        | Inseto   | Voador     | Não evoluem        |
| Litleo         | Shishiko        | 667                        | Fogo     | Normal     | Pyroar (#668)      |
| Pyroar         | Kaenjishi       | 668                        | Fogo     | Normal     | Não evoluem        |
| Flabébé        | Flabebe         | 669                        | Fada     | Fada       | Floette (#670)     |
| Floette        | Floette         | 670                        | Fada     | Fada       | Florges (#671)     |
| Florges        | Florges         | 671                        | Fada     | Fada       | Não evoluem        |
| Skiddo         | Meecle          | 672                        | Planta   | Planta     | Gogoat (#673)      |
| Gogoat         | Gogoat          | 673                        | Planta   | Planta     | Não evoluem        |
| Pancham        | Yancham         | 674                        | Lutador  | Lutador    | Pangoro (#675)     |
| Pangoro        | Goronda         | 675                        | Lutador  | Noturno    | Não evoluem        |
| Furfrou        | Trimmien        | 676                        | Normal   | Normal     | Não evoluem        |
| Espurr         | Nyasper         | 677                        | Psíquico | Psíquico   | Meowstic (#678)    |
| Meowstic       | Nyaonix         | 678                        | Psíquico | Psíquico   | Não evoluem        |
| Honedge        | Hitotsuki       | 679                        | Metálico | Fantasma   | Doublade (#680)    |
| Doublade       | Nidangill       | 680                        | Metálico | Fantasma   | Aegislash (#681)   |
| Aegislash      | Gillgard        | 681                        | Metálico | Fantasma   | Não evoluem        |
| Spritzee       | Shushupu        | 682                        | Fada     | Fada       | Aromatisse (#683)  |
| Aromatisse     | Frefuwan        | 683                        | Fada     | Fada       | Não evoluem        |
| Swirlix        | Peroppafu       | 684                        | Fada     | Fada       | Slurpuff (#685)    |
| Slurpuff       | Peroream        | 685                        | Fada     | Fada       | Não evoluem        |
| Inkay          | Maaiika         | 686                        | Noturno  | Psíquico   | Malamar (#687)     |
| Malamar        | Calamanero      | 687                        | Noturno  | Psíquico   | Não evoluem        |
| Binacle        | Kametete        | 688                        | Pedra    | Água       | Barbaracle (#689)  |
| Barbaracle     | Gamenodes       | 689                        | Pedra    | Água       | Não evoluem        |
| Skrelp         | Kuzumo          | 690                        | Venenoso | Água       | Dragalge (#691)    |
| Dragalge       | Dramidoro       | 691                        | Venenoso | Dragão     | Não evoluem        |
| Clauncher      | Udeppou         | 692                        | Água     | Água       | Clawitzer (#693)   |
| Clawitzer      | Bloster         | 693                        | Água     | Água       | Não evoluem        |
| Helioptile     | Erikiteru       | 694                        | Elétrico | Normal     | Heliolisk (#695)   |
| Heliolisk      | Elezard         | 695                        | Elétrico | Normal     | Não evoluem        |
| Tyrunt         | Chigoras        | 696                        | Pedra    | Dragão     | Tyrantrum (#697)   |
| Tyrantrum      | Gachigoras      | 697                        | Pedra    | Dragão     | Não evoluem        |
| Amaura         | Amarus          | 698                        | Pedra    | Gelo       | Aurorus (#699)     |
| Aurorus        | Amaruruga       | 699                        | Pedra    | Gelo       | Não evoluem        |
| Sylveon        | Nymphia         | 700                        | Fada     | Fada       | Não evoluem        |
| Hawlucha       | Luchabull       | 701                        | Lutador  | Voador     | Não evoluem        |
| Dedenne        | Dedenne         | 702                        | Elétrico | Fada       | Não evoluem        |
| Carbink        | Melecie         | 703                        | Pedra    | Fada       | Não evoluem        |
| Goomy          | Numera          | 704                        | Dragão   | Dragão     | Sliggoo (#705)     |
| Sliggoo        | Numeil          | 705                        | Dragão   | Dragão     | Goodra (#706)      |
| Goodra         | Numelgon        | 706                        | Dragão   | Dragão     | Não evoluem        |
| Klefki         | Cleffy          | 707                        | Metálico | Fada       | Não evoluem        |
| Phantump       | Bokurei         | 708                        | Fantasma | Planta     | Trevenant (#709)   |
| Trevenant      | Ohrot           | 709                        | Fantasma | Planta     | Não evoluem        |
| Pumpkaboo      | Bakeccha        | 710                        | Fantasma | Planta     | Gourgeist (#711)   |
| Gourgeist      | Pumpjin         | 711                        | Fantasma | Planta     | Não evoluem        |
| Bergmite       | Kachikohru      | 712                        | Gelo     | Gelo       | Avalugg (#713)     |
| Avalugg        | Crebase         | 713                        | Gelo     | Gelo       | Não evoluem        |
| Noibat         | Onbat           | 714                        | Voador   | Dragão     | Noivern (#715)     |
| Noivern        | Onvern          | 715                        | Voador   | Dragão     | Não evoluem        |
| Xerneas        | Xerneas         | 716                        | Fada     | Fada       | Não evoluem        |
| Yveltal        | Yveltal         | 717                        | Noturno  | Voador     | Não evoluem        |
| Zygarde        | Zygarde         | 718                        | Dragão   | Terrestre  | Não evoluem        |
| Diancie        | Diancie         | 719                        | Pedra    | Fada       | Mega Evolução      |
| Mega Diancie   | Mega Diancie    | 719                        | Pedra    | Fada       | Não evoluem        |
| Hoopa          | Hoopa           | 720                        | Psíquico | Fantasma   | Não evoluem        |
| Hoopa          | Hoopa           | 720                        | Psíquico | Noturno    | Não evoluem        |
| Volcanion      | Volcanion       | 721                        | Fogo     | Água       | Não evoluem        |